# Diagrama positivo
O diagrama positivo, em lógica de primeira ordem, descreve minuciosamente uma estrutura, enunciando todas as sentenças atômicas que são verdadeiras na estrutura.
Seja L uma assinatura, e A uma L-estrutura. A motivação para o diagrama positivo é mostrar que a partir de uma estrutura é possível conceber um conjunto de sentenças atômicas na assinatura da estrutura, que a descreve completamente.
Seria  possível, então, apenas guardar as descrição da estrutura por meio dessas sentenças, para futuramente se reconstruir a estrutura (na verdade uma semelhante a ela) usando tão somente um conjunto de sentenças, já que esse conjunto contém uma descrição lógica.
Apenas com o diagrama positivo em mãos, é possível construir uma estrutura semelhante (homomórfica) àquela que o diagrama descreve e que possa ser usada como modelo para qualquer outra estrutura semelhante à descrita pelo diagrama positivo. Essa estrutura se dá o nome de modelo canônico, obtida no processo que vai de sentenças para estruturas.

## Conjunto de sentenças atômicas de uma estrutura
Seja L uma assinatura, e A uma L-estrutura.
Seja T um conjunto de sentenças na assinatura de A  que descreve minuciosamente essa estrutura, ou seja:
(a) para cada relação n-ária de A, existe um conjunto de sentenças atômicas em T que dizem quais as n-uplas de elementos do domínio de A que pertencem a essa relação.
(b) para cada função k-ária de A, existe um conjunto de sentenças atômicas do tipo t1=t2 em T que dizem qual o valor da função para cada k-upla de entrada.

## Diagrama positivo de uma estrutura
Seja A uma estrutura e L sua assinatura. O conjunto de todas as sentenças atômicas de L que são verdadeiras em A é chamado de diagrama positivo de A.

## Definição de "fechado sob a igualdade"
Para que o conjunto T de sentenças atômicas sobre uma estrutura lhe sirva de diagrama positivo, T precisa ser fechado sob a igualdade, isto é, T precisa ser tal que se contém φ(t) e t=t' tem que conter também φ(t'). Portanto, segue a definição:
Seja L uma assinatura, e T' um conjunto de sentenças atômicas de L. Diz-se que T' é fechado sob a igualdade se:
(a) T' contém a equação t=t para todo termo fechado t
(b) Se φ(t) pertence a T' e t=s também pertence a T', então φ(s) também pertence a T'.
Dado um conjunto T' de sentenças atômicas de L, é sempre possível encontrar um conjunto T que contém T' e que é fechado sob a igualdade. Esse conjunto T é chamado de =-completação de T'.